# Ingénieur militaire d'infrastructure de la Défense
Pour les articles homonymes, voir IMI.
En France, le corps des ingénieurs militaires d'infrastructure de la Défense (IMI), constitue un corps d'officiers.
Ils exercent des fonctions techniques, d’encadrement ou de direction dans les activités liées à l'infrastructure du ministère de la Défense. Ils ont vocation à définir, diriger et contrôler toute activité d'expertise de travaux d'infrastructure. Ils conçoivent et participent au fonctionnement du service d'infrastructure de la Défense (SID). Créé en 2010, le corps des IMI a pour but de rassembler dans un même corps tous les officiers du SID. Ils ont entièrement remplacé les ingénieurs des études et techniques de travaux maritimes de la Marine nationale au 1er janvier 2015.

## Recrutement
À la constitution du corps - puisqu'il s'agit de la création ex nihilo d'un corps - le recrutement se fait à partir du corps des officiers des bases de l'Armée de l'Air et de l'Espace (spécialité « infrastructure »), des ingénieurs des études et techniques de travaux maritimes (ce corps étant mis en extinction à partir du 1er janvier 2011, c'est-à-dire qu'il n'y est plus effectué de recrutement de nouveaux ingénieurs officiers, jusqu'à sa disparition totale au 31 décembre 2014) et de différents corps d'officiers issus de l'ex-service du génie de l'armée de terre.
En régime établi, les IMI sont recrutés par 3 voies :
- sur concours préparatoire aux Grandes Écoles CPGE en filière PSI ou PT (bac + 2), pour intégrer l'École nationale supérieure de l'infrastructure militaire - l'École Nationale Supérieure d'Arts et Métiers.
- sur titres pour les titulaires d'un diplôme d'ingénieur, d'architecte ou titulaires d'un diplôme conférant le grade de master (France) dans les domaines relevant du soutien des infrastructures terrestres, portuaires et aéronautiques, de l'environnement, du développement durable, des marchés publics de travaux ou industriels. Ils effectuent seulement la 1re année.
- en interne.

## Formation
Les IMI recrutés sur les concours Grandes Écoles sont appelés fin août ou début septembre de l'année de leur concours pour la riche formation militaire avec d'autres élèves-officiers pour une année. Les trois années suivantes sont consacrées à la formation d'ingénieur en infrastructures à l'École Nationale Supérieure d'Arts et Métiers.

## Statuts
Les élèves ingénieurs militaires des infrastructures de la Défense ont un statut d'engagé puis de contractuel durant leur scolarité. Ils ont un statut d'aspirant pendant 2 ans (1er échelon puis 2e échelon). Ensuite, ils deviennent officiers sous contrat avec le grade d'ingénieur (1er échelon puis 2e échelon). Ce n'est qu'après l'obtention du diplôme d'ingénieur qu'ils passent officiers de carrière dans le corps des IMI.
Les années en tant qu'engagé et contractuel sont prises en compte pour le calcul des retraites. Un élève doit ensuite 6 ans à l'État. Le statut général des militaires prévoit le redoublement d'une année. 

## Grades
- Ingénieur général hors classe (équivalent à général de corps d'armée ou vice-amiral d'escadre),

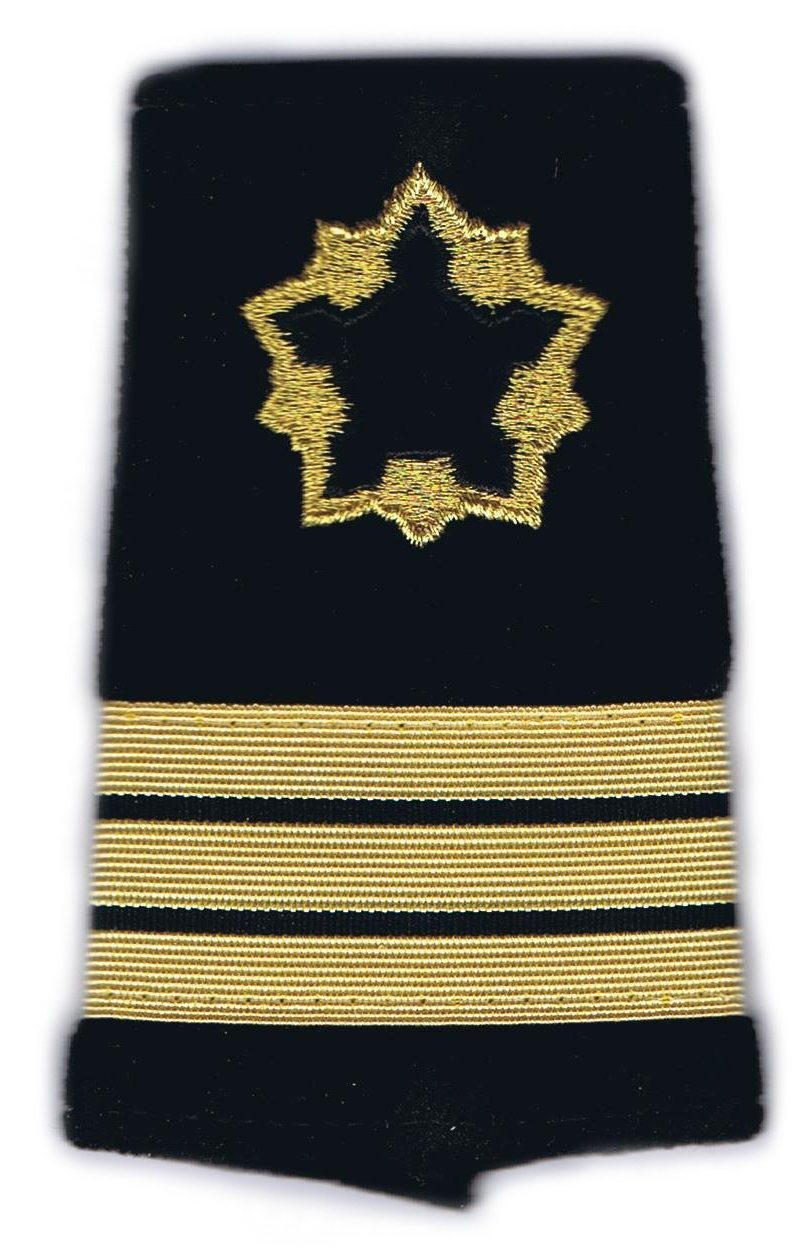
Ingénieur militaire d'infrastructure.

- Ingénieur général de 1re classe (équivalent à général de division, général de division aérienne ou vice-amiral),
- Ingénieur général de 2e classe (équivalent à général de brigade, général de brigade aérienne ou contre-amiral),Ingénieur militaire d'infrastructure.
- Ingénieur en chef de 1re classe (équivalent à colonel ou capitaine de vaisseau),
- Ingénieur en chef de 2e classe (équivalent à lieutenant-colonel ou capitaine de frégate),
- Ingénieur principal (équivalent à commandant ou capitaine de corvette),
- Ingénieur (échelon 6 à 10) (équivalent à capitaine ou lieutenant de vaisseau),
- Ingénieur (échelon 2 à 5)  (équivalent à lieutenant ou enseigne de vaisseau de 1re classe),
- Ingénieur (1er échelon) (équivalent à sous-lieutenant ou enseigne de vaisseau de 2e classe),
- Aspirant,
- Élève-officier.